# آرخیلوخوس
آرخیلوخوس (انگلیسی: Archilochus; زبان یونانی: Ἀρχίλοχος؛ ۱ ژانویهٔ ۰۶۸۰ – ۱ ژانویهٔ ۰۶۴۵) شاعر، و نویسنده اهل جزیره پاروس در یونان کهن بود. از او برای تطبیق‌پذیری و استفاده خلاقانه از سنجه‌های شاعرانه تقدیر می‌شود و اولین نویسنده یونانی شناخته شده است که تقریباً به طور کامل به نوشتن احساسات و تجارب خود پرداخته است.

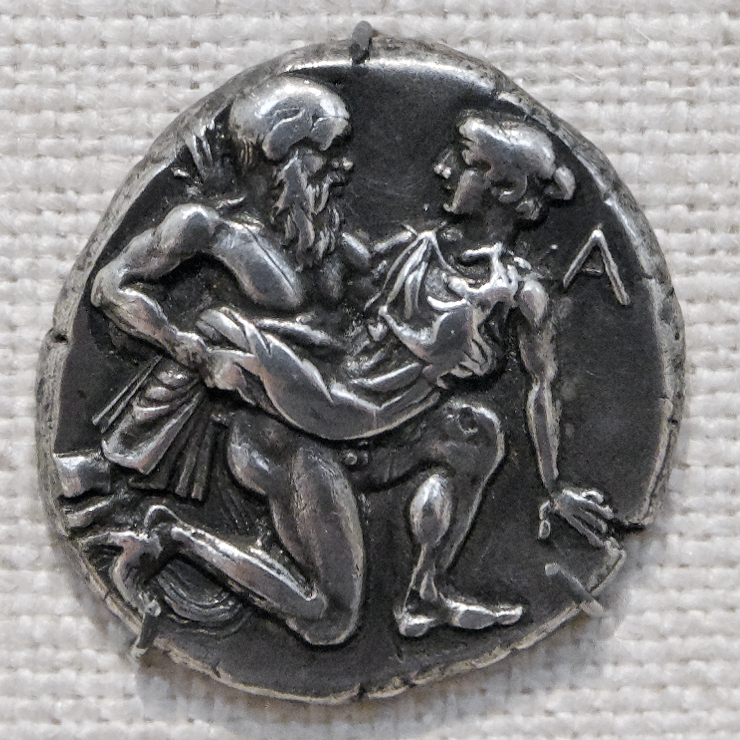
سکه باستانی از تاسوس نمایش ساتیر و پوره مورخ به اواخر قرن پنجم قبل از میلاد. حدود دو قرن قبل از ضرب این سکه آرخیلوخوس در جریان استعمار جزیره برس درگیر شد. شعر او نمود زندگی در فردی به عنوان یک دریانورد جنگجو و عاشق است.